# Интералье
Пре́мия Интералье́ (фр. Prix Interallié)— литературная премия во Франции, вручаемая ежегодно с 1930 года в ноябре. Премия присуждается за роман; предпочтение отдаётся произведениям, написанным журналистами.

## История
Премия была учреждена 3 декабря 1930 года группой журналистов, ожидавших объявления результатов литературной премии Фемина. Вручается в начале ноября после Гонкуровской премии в парижском ресторане Lasserre, который находится в 8-м округе Парижа. Премия является исключительно почётной и не предполагает денежного вознаграждения для победителя.
В состав жюри входят десять журналистов и писателей. С 2013 года ими являются Филипп Тессон (Philippe Tesson) — президент жюри, Эрик Нейхоф (Éric Neuhoff), Жак Дюкен (Jacques Duquesne), Стефан Дени (Stéphane Denis), Флориан Зеллер, Кристоф Оно-ди-Био (Christophe Ono-dit-Biot), Серж Ленц (Serge Lentz), Эрик Олливье (Éric Ollivier), Жан-Мари Руар (Jean-Marie Rouart).

## Лауреаты
1930 — Андре Мальро «Королевская дорога»

1931 — Пьер Бост «Скандал»

1932 — Симон Ратель «La Maison des Bories»

1933 — Робер Бурге-Пайрон «L’Homme du Brésil»

1934 — Марк Бернар «Anny»

1935 — Жак Дебю-Бридель «Jeunes Ménages»

1936 — Рене Лапорт «Chasses de novembre Denoël»

1937 — Ромен Руссель «La Vallée sans printemps»

1938 — Поль Низан «Заговор»

1939 — Роже де Лаффоре «Les Figurants de la mort»

1945 — Роже Вайян «Странная игра»

1946 — Jacques Nels «Poussière du temps»

1947 — Пьер Данинос «Записки господа бога»

1948 — Анри Кастийу «Cortiz s’est révolté»

1949 — Жильбер Сиго «Les Chiens enragés»

1950 — Жорж Оклер «Un amour allemand»

1951 — Жак Перре «Bande à part»

1952 — Жан Дютур «В хорошем масле»

1953 — Луи Шове «Air sur la quatrième corde»

1954 — Морис Буссе «Le Goût du péché»

1955 — Фелисьен Марсо «Les Élans du cœur»

1956 — Арман Лану «Майор Ватрен»

1957 — Поль Гимар «Rue du Havre»

1958 — Бертран Пуаро-Дельпеш «Верзила»

1959 — Антуан Блонден «A Monkey in Winter»

1960 — Жан Портель «Janitzia ou la Dernière qui aima d’amour»

1960 — Анри Мюллер «Clem»

1961 — Жан Ферньо «L’Ombre portée»

1962 — Анри-Франсуа Рей «Les Pianos mécaniques»

1963 — Рене Масип «La Bête quaternaire»

1964 — Рене Фалле «Paris au mois d’août»

1965 — Ален Боске «La Confession mexicaine»

1966 — Клебер Эдан «Лето заканчивается под липами»

1967 — Ивонн Баби «Oui l’espoir»

1968 — Кристин де Ривуар «Le Petit Matin»

1969 — Пьер Шёндёрффер «Прощай, король»

1970 — Мишель Деон «Les Poneys sauvages»

1971 — Пьер Руане «Castell»

1972 — Жорж Вальтер «Des vols de Vanessa»

1973 — Люсьен Бодар «Monsieur le Consul»

1974 — Рене Морьес «Le Cap de la Gitane»

1975 — Вольдемар Лестьен «L’Amant de poche»

1976 — Рафаэль Бийеду «Prends garde à la douceur des choses»

1977 — Жан-Мари Руар «Les Feux du pouvoir»

1978 — Жан-Дидье Фольфромм «Diane Lanster»

1979 — Франсуа Каванна «Les Russkoffs»

1980 — Кристин Арноти «Все шансы плюс ещё один»

1981 — Луи Нюсера «Le Chemin de la Lanterne»

1982 — Эрик Олливье «L’Orphelin de mer… ou les Mémoires de monsieur Non»

1983 — Жак Дюкен «Maria Vandamme»

1984 — Мишель Перрен «Les Cotonniers de Bassalane»

1985 — Serge Lentz «Vladimir Roubaïev»

1986 — Philippe Labro «L’Étudiant étranger»

1987 — Raoul Mille «Les Amants du paradis»

1988 — Бернар-Анри Леви «Последние дни Шарля Бодлера»

1989 — Ален Жербе «Le Verger du diable»

1990 — Bruno Bayon «Les Animals»

1991 — Себастьян Жапризо «Долгая помолвка»

1992 — Доминик Бона «Малика»

1993 — Жан-Пьер Дюфрень «Le Dernier Amour d’Aramis ou les Vrais Mémoires du chevalier René d’Herblay»

1994 — Марк Трийар «Eldorado 51»

1995 — Franz-Olivier Giesbert «La Souille»

1996 — Эдуардо Манет «Кубинская рапсодия»

1997 — Éric Neuhoff «La Petite Française»

1998 — Gilles Martin-Chauffier «Les Corrompus»

1999 — Руфен, Жан-Кристоф «Les Causes perdues»

2000 — Патрик Пуавр д’Арвор «L’Irrésolu»

2001 — Stéphane Denis «Sisters»

2002 — Гонзаг Сен-Бри «Les Vieillards de Brighton»

2003 — Фредерик Бегбедер «Окна в мир»

2004 — Флориан Зеллер «La Fascination du pire»

2005 — Мишель Уэльбек «Возможность острова»

2006 — Michel Schneider «Marilyn, dernières séances»

2007 — Christophe Ono-dit-Biot «Birmane»

2008 — Serge Bramly «Le Premier Principe, le Second Principe»

2009 — Yannick Haenel «Jan Karski»

2010 — Jean-Michel Olivier «L’Amour nègre»

2011 — Morgan Sportes «Tout, tout de suite»

2012 — Philippe Djian «Oh…»

2013 — Nelly Alard «Moment d’un couple»

2014 — Mathias Menegoz «Karpathia»

2015 — Лоран Бине «La Septième Fonction du langage»

2016 — Serge Joncour «Repose-toi sur moi»

2017 — Jean-René Van der Plaetsen «La Nostalgie de l’honneur»

2018 — Thomas B. Reverdy «L’Hiver du mécontentement»